# Осад стічних вод
Осад стічних вод — це залишковий напівтвердий матеріал, який утворюється як побічний продукт під час очищення стічних вод промислових або міських стічних вод. Термін «перегородка» також відноситься до осаду від простого очищення стічних вод, але пов’язаний із простими системами санітарії на місці, такими як септичні резервуари.
Після обробки та в залежності від якості утвореного осаду (наприклад, щодо вмісту важких металів) осад стічних вод найчастіше або утилізується на звалищах, скидається в океан або наноситься на землю через його удобрювальні властивості, як було вперше розроблено продукт Мілорганіт.
Термін «біотверді речовини» часто використовується як альтернатива терміну «осад стічних вод» у Сполучених Штатах, особливо у зв’язку з повторним використанням осаду стічних вод як добрива після обробки осаду стічних вод. Біотверді речовини можна визначити як органічні тверді речовини стічних вод, які можна повторно використовувати після процесів стабілізації, таких як анаеробне зброджування та компостування.  Противники повторного використання осаду стічних вод відкидають цей термін як піар.

## Процес очишення
Обробка осаду стічних вод - це процес видалення забруднюючих речовин зі стічних вод. Осад стічних вод утворюється в результаті очищення стічних вод на очисних спорудах і складається з двох основних форм - сирого первинного осаду і вторинного осаду, також відомого як активний мул у випадку процесу активного мулу.
Осад стічних вод зазвичай обробляється одним або декількома з наступних етапів: стабілізація вапном, згущення, зневоднення, сушіння, анаеробне зброджування або компостування. Деякі процеси обробки, такі як компостування та лужна стабілізація, які передбачають значні зміни, можуть впливати на міцність та концентрацію забруднюючих речовин: залежно від процесу та забруднюючих речовин, обробка може зменшити або, в деяких випадках, збільшити біодоступність та/або розчинність забруднюючих речовин.  Що стосується процесів стабілізації осаду, анаеробне та аеробне зброджування є найпоширенішими методами, що використовуються в країнах EU-27 .
Коли свіжі стічні води потрапляють у первинний відстійник, приблизно 50% суспендованих твердих речовин осідають протягом півтори години. Ця сукупність твердих речовин відома як сирий мул або первинний осад, і вважається «свіжою» до того, як анаеробні процеси стануть активними. Після того, як анаеробні бактерії візьмуть гору, осад швидко розкладається, і його необхідно видалити з відстійника до того, як це станеться.
Це досягається одним з двох способів. Найчастіше свіжий осад безперервно витягується з дна резервуара у формі бункера механічними скребками і передається в окремі резервуари для зброджування осаду. На деяких очисних спорудах використовується резервуар Імхоффа: осад осідає через щілину в нижньому поверсі або камері зброджування, де він розкладається анаеробними бактеріями, що призводить до розрідження і зменшення об'єму осаду.
У процесі вторинного очищення також утворюється осад, що складається переважно з бактерій і найпростіших із захопленими дрібними твердими частинками, який видаляється шляхом відстоювання у вторинних відстійниках. Обидва потоки осаду, як правило, об'єднуються і обробляються анаеробним або аеробним методом за підвищеної температури або температури навколишнього середовища. Після тривалого зброджування результат називається «збродженим» осадом і може бути утилізований шляхом сушіння, а потім захоронення на полігоні.
Після обробки осад стічних вод або захоронюється на полігонах, або скидається в океан, або спалюється, або вноситься на сільськогосподарські угіддя, або, в деяких випадках, продається чи безкоштовно роздається населенню . Згідно з оглядовою статтею, опублікованою в 2012 році, повторне використання осаду (включаючи пряме сільськогосподарське використання та компостування) було основним варіантом поводження з осадом в EU-15 (53% утвореного осаду), за яким слідувало спалювання (21% утвореного осаду). З іншого боку, найпоширенішим методом утилізації в країнах EU-12 було захоронення осаду на полігонах .

## Обсяги виробництва
Кількість осаду стічних вод, що утворюється, пропорційна кількості та концентрації очищених стічних вод, а також залежить від типу використовуваного процесу очищення стічних вод. Він може бути виражений у кілограмах сухої речовини на кубічний метр очищених стічних вод. Загальне утворення мулу в процесі очищення стічних вод - це сума мулу з первинних відстійників (якщо вони є частиною технологічної схеми) плюс надлишковий мул з етапу біологічного очищення. Наприклад, первинне відстоювання утворює близько 110-170 кг/мл так званого первинного осаду, при цьому значення 150 кг/мл вважається типовим для муніципальних стічних вод у США або Європі. Виробництво осаду виражається в кг сухої речовини, що утворюється на 1 мл очищених стічних вод; один мегалітр (ML) дорівнює 103 м3. З процесів біологічного очищення, процес активного мулу виробляє близько 70-100 кг/мл відпрацьованого активного мулу, а при фільтрації з проточним фільтром утворюється дещо менше мулу, ніж при біологічній частині процесу: 60-100 кг/мл. Це означає, що загальне утворення мулу в процесі активного мулу з використанням первинних відстійників знаходиться в діапазоні 180-270 кг/мл, що є сумою первинного мулу та відпрацьованого активного мулу.
За оцінками Агентства з охорони навколишнього середовища США, муніципальні очисні споруди у 1997 році виробили близько 7,7 млн. сухих тонн осаду стічних вод, а у 1998 році - близько 6,8 млн. сухих тонн. Станом на 2004 рік близько 60% всього осаду стічних вод було внесено в ґрунт в якості добрива для вирощування сільськогосподарських культур. 
В оглядовій статті, опублікованій у 2012 році, повідомлялося, що в країнах EU-27 виробляється 10,1 млн т сухого залишкового осаду на рік. Станом на 2023 рік ЄС вироблятиме від 2 до 3 млн т осаду щороку.  За оцінками, у всьому світі утворюється до 75 млн мг сухого осаду стічних вод на рік.
Виробництво осаду стічних вод можна зменшити шляхом переходу від змивних туалетів до сухих туалетів, таких як сечовідвідні сухі туалети та туалети, що компостують .

## Див.також
- Бортницька станція аерації